# Illuminazione alla Rembrandt
L'illuminazione alla Rembrandt è una comune tecnica di illuminazione fotografica; prende il nome dal pittore olandese Rembrandt che spesso l'ha utilizzata nei suoi ritratti. Può essere ottenuta con una luce e un riflettore, o con due luci. È molto popolare perché permette di ottenere immagini naturali e avvincenti con un equipaggiamento minimo.  
L'illuminazione alla Rembrandt è caratterizzata da un triangolo luminoso sotto gli occhi del soggetto sulla parte meno illuminata della faccia.

## Descrizione

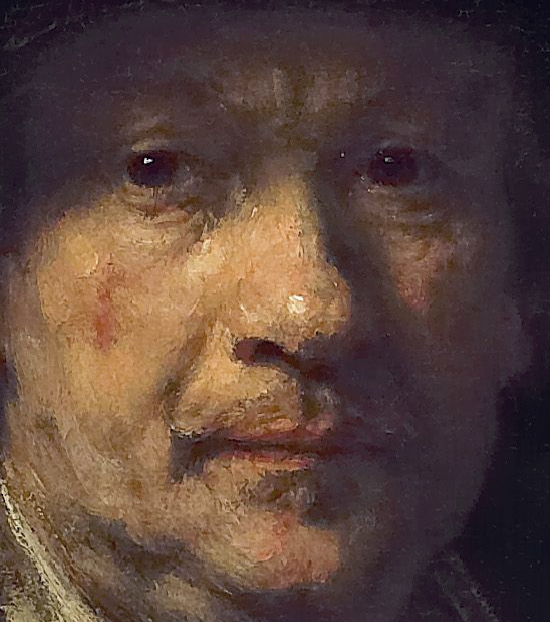
Rembrandt, Autoritratto, particolare (1658). Si può notare il caratteristico triangolo di luce sotto l'occhio sinistro.

Per ottenere l'illuminazione alla Rembrandt, generalmente la luce principale è posta in alto su una parte della facciata; la luce secondaria (o un riflettore) è posto a metà altezza e sull'altra parte della facciata, impostata su circa la metà della potenza della luce principale; il soggetto viene posto ad angolo rispetto alla videocamera, in modo che la luce principale gli illumini la parte lontana della faccia.   
La luce principale crea una forma triangolare o a diamante sotto all'occhio. Una parte della faccia è illuminata bene dalla luce principale, mentre sull'altra parte della faccia c'è un'interazione di ombre e luce (chiaroscuro) che crea questa forma geometrica sulla faccia.
Il triangolo non dovrebbe essere più lungo del naso e non più largo dell'occhio. Questa tecnica può essere ottenuta impercettibilmente o molto radicalmente alterando la distanza tra il soggetto e la luce e la relativa energia della luce principale e di quella secondaria.

## Origine del termine fotografico
Il pionieristico regista Cecil B. DeMille è considerato il primo ad aver utilizzato il termine nella fotografia cinematografica. DeMille spiegò nella sua autobiografia che, mentre girava "The Warrens of Virginia" (1915), prese in prestito alcuni riflettori portatili dalla Mason Opera House di Los Angeles e "cominciai a fare ombre dove le ombre dovrebbero apparire in natura". Quando il partner d'affari Sam Goldwyn vide il film con solo metà faccia di un attore illuminata, temette che gli esercenti avrebbero pagato solo metà del prezzo del film. Dopo che DeMille gli disse che si trattava della illuminazione alla Rembrandt "la risposta di Sam fu di esultante sollievo: per l'illuminazione alla Rembrandt gli esercenti dovrebbero pagare il doppio!".

## Esempi

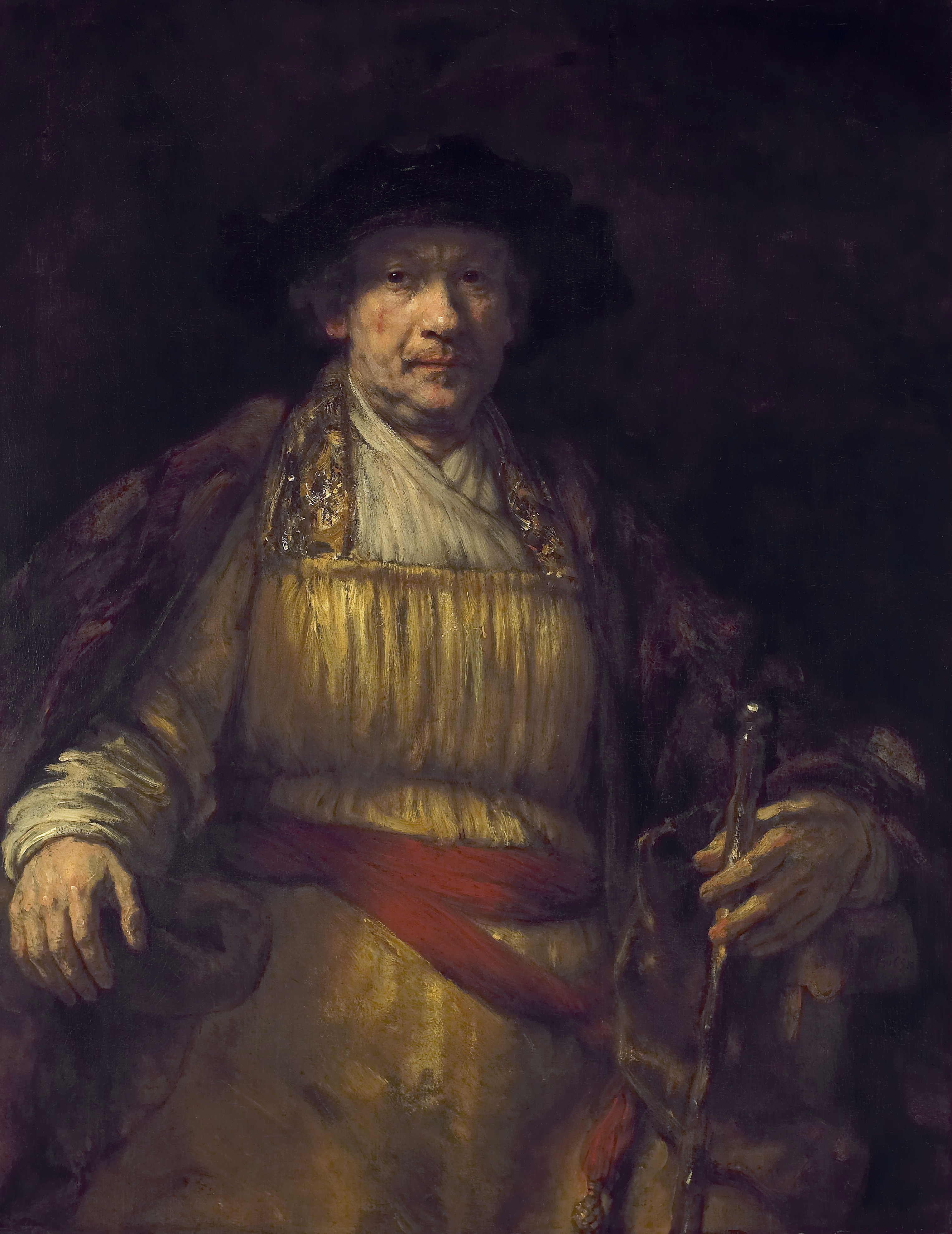
Rembrandt, Autoritratto.
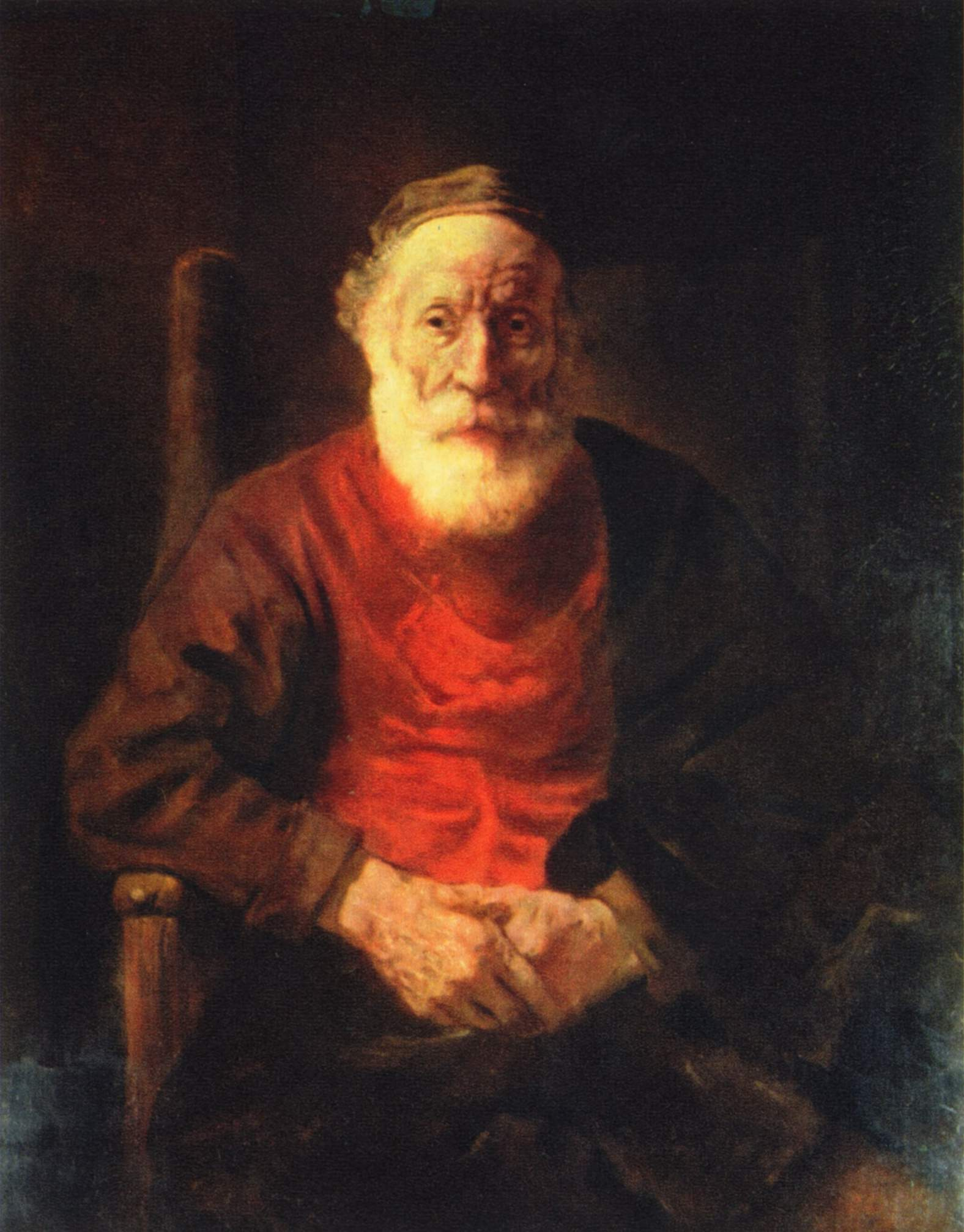
Rembrandt, Un vecchio uomo in rosso.
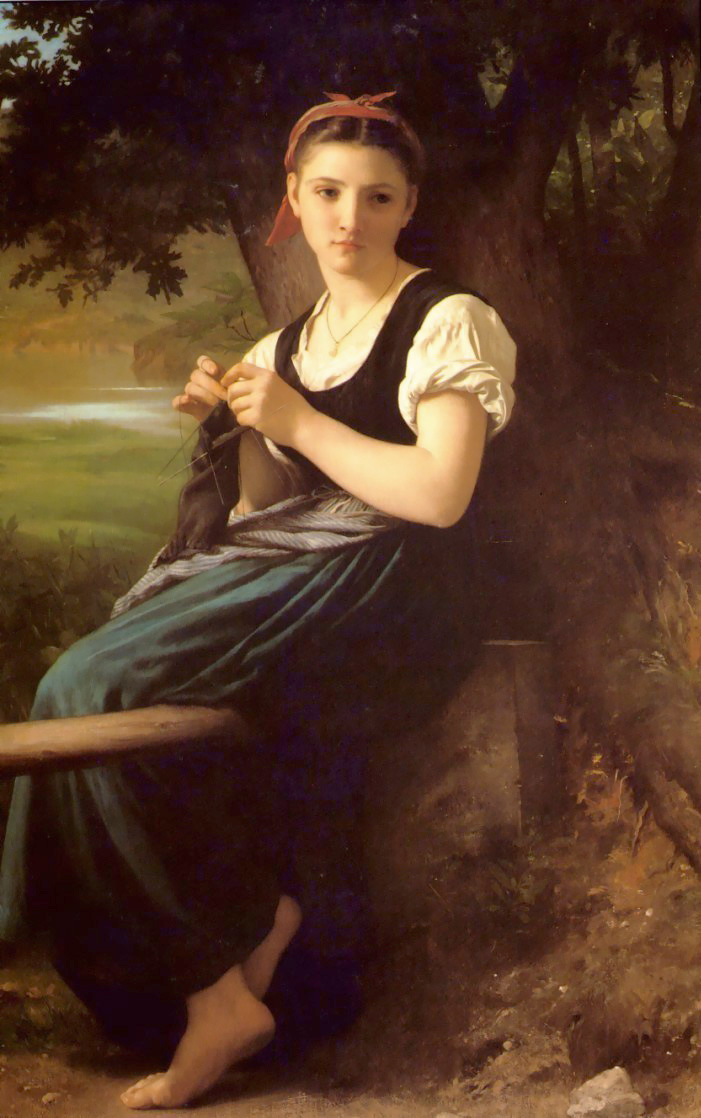
William-Adolphe Bouguereau, The Knitting Woman.